# 肥田広司
肥田 広司（ひだ ひろし、1903年（明治36年）6月16日 - 1987年（昭和62年）6月4日）は、日本の政治家。広島県議会議員、広島県海田市町長。日米民間外交の第一人者で、広島から始まった親善運動は全国へ広まり、アメリカ本国でも報道された。父・肥田辰之助は広島県議会議長、兄・肥田琢司は衆議院運輸委員長。豊臣四天王として知られる木村重成一族の末裔。

## 来歴・人物
1929年（昭和4年）、明治大学法学部卒業。1931年（昭和6年）から衆議院議長秘書を務め、1933年（昭和8年）に広島県議会議員として初当選後、1935年（昭和10年）と1939年（昭和14年）に連続当選。辰之助及び琢司らと共に父子兄弟連携して政治活動を行い、広島県政で望月派と肥田派の二大派閥として台頭していた。1941年（昭和16年）、海田市町長に就任したことにより現職の広島県議会議員と海田市町長を暫く兼任していたが、1946年（昭和21年）のGHQによる公職追放を受け政治家を引退した。
公職追放解除後は、スリランカ政府による協力で中国電力社長の財界長老鈴川貫一らと設立した社団法人世界平和広島仏舎利奉安会代表理事、自民党広島県支部連合会常任顧問、TBS系列局の株式会社中国放送顧問、五洋建設グループの警固屋船渠株式会社相談役などを歴任。全日空社長の岡崎嘉平太らと協力しながら推し進めた民間外交など、戦後復興から郷里発展に尽力して政財界で名を馳せ、母校の明治大学交友会では名誉顧問を務めた。

## 逸話
- 旧広島市民球場の建設地に関する交渉が難航していたが、水面下で肥田兄弟が球場建設を実現すべく関係者に直談判したことにより建設予定地の合意に至った。肥田に関して、当時の広島県財務局長は「打開策の打診に来られたのだが、率直で、偏見の無い広司氏に、私もまたひそかに持っていた解決の腹案をブチ明けて応えた」と述べている[7]。
- 1921年（大正10年）11月4日の原敬暗殺事件当日、原に同行していた兄の琢司に偶然呼び出されていた広司（当時16歳）が事件直後に到着し、駅員に「原先生の列車は出たか」と尋ねたところ、駅員が広司を共犯者であると勘違いして警視庁に通報した。翌日、琢司が事情を警視庁に説明して暗殺事件とは無関係であると証明された[7]。
- 肥田兄弟は対米戦争に反対をして開戦前から東條内閣と対立していたが、戦況悪化で日本の惨状を憂いた肥田兄弟は祖先の位牌の前で髪を切り供え、命懸けで戦争を終結させることを誓い合った[7]。
- 1945年（昭和20年）、GHQの進駐軍が広島入りしてトップ対談をした際に、肥田が「私には町長として町民を守る使命がある。もし、君達が町民に危害を加えるようなことをしたら私は切腹する覚悟だ」と日本刀を振り回しながら力説する姿を見て、「まだ日本にも武士がいた」と感動したGHQ幹部達が、「メイヤー！酒を一緒に飲もう」と肥田を慕い自宅に度々訪れるようになり、ダグラス・マッカーサー最高司令官の顧問として肥田を推薦することにしていたが、帰国を余儀なくされ実現には至らなかった[8]。
- 田中角栄が郵政大臣に就任した頃から意気投合し懇意にしていた[7]。
- 肥田一族の保養所として利用されていた熱海の別荘を頻繁に訪れ、熱海市長の市川止とも親しくなるほど第二の故郷として熱海に愛着があった[7]。
- 明治大学の後輩でもある第66代内閣総理大臣三木武夫は、学生時代に所属していた雄弁部で肥田の旗持ちをしていた[9]。